# Patrick Tambwé
Patrick Tambwé (ur. 5 maja 1975 w Kinszasie) – francuski lekkoatleta, długodystansowiec, olimpijczyk.
Reprezentował Francję na igrzyskach olimpijskich 2012 w Londynie w biegu  maratońskim. Biegu tego nie ukończył, wycofał się przed 20 km trasy. 

## Rekordy życiowe
| Dystans             | Wynik (s) | Miejsce    | Data                 |
| ------------------- | --------- | ---------- | -------------------- |
| bieg na 3000 metrów | 7:57,52   | Sotteville | 12 czerwca 2002      |
| bieg na 5000 metrów | 13:49,69  | Sotteville | 12 lipca 2001        |
| półmaraton          | 1:03:06   | Clichy     | 19 października 2003 |
| maraton             | 2:07:30   | Tyberiada  | 12 stycznia 2012     |